# ジャーケバブ

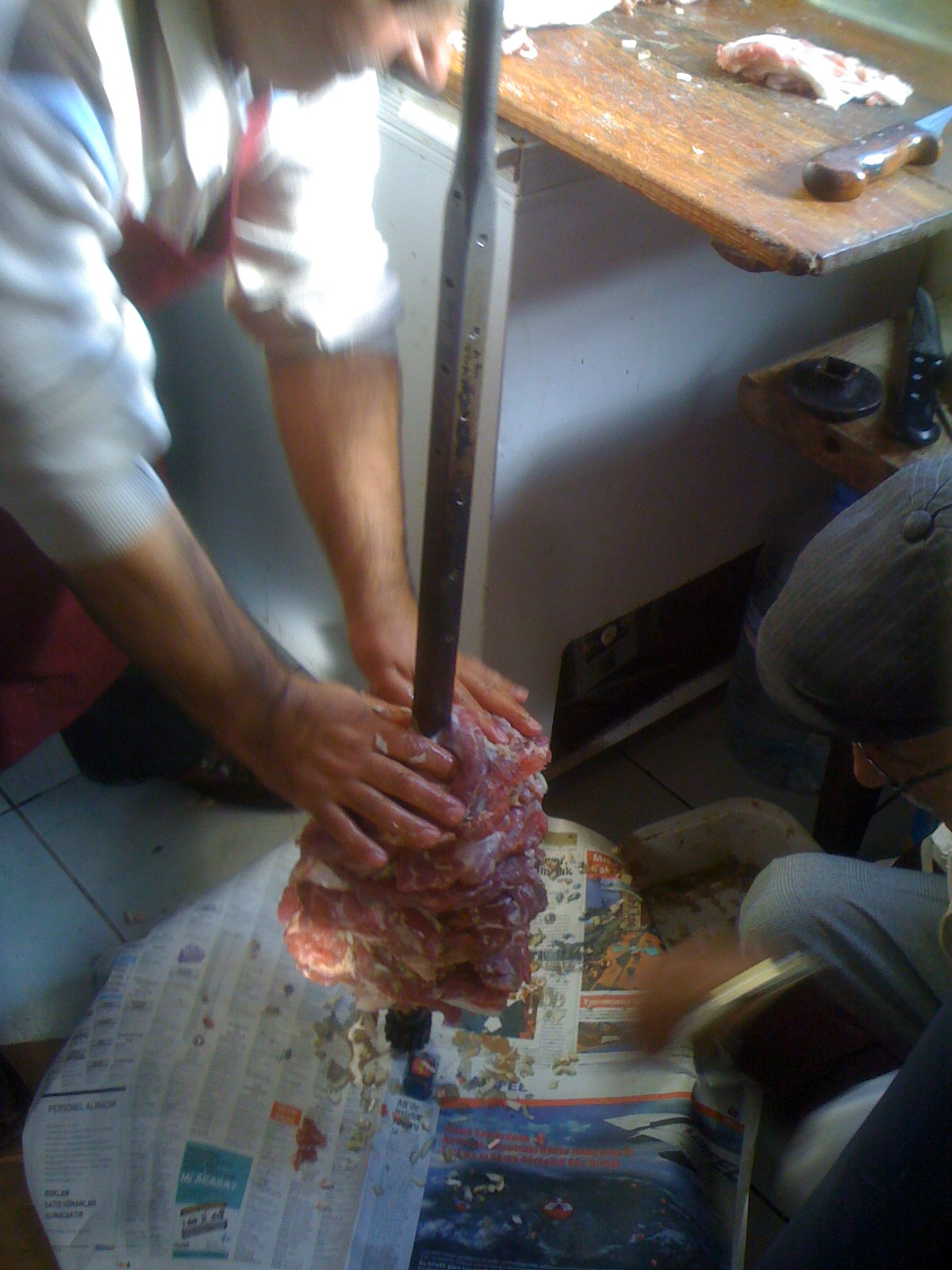
ジャーケバブの下ごしらえ

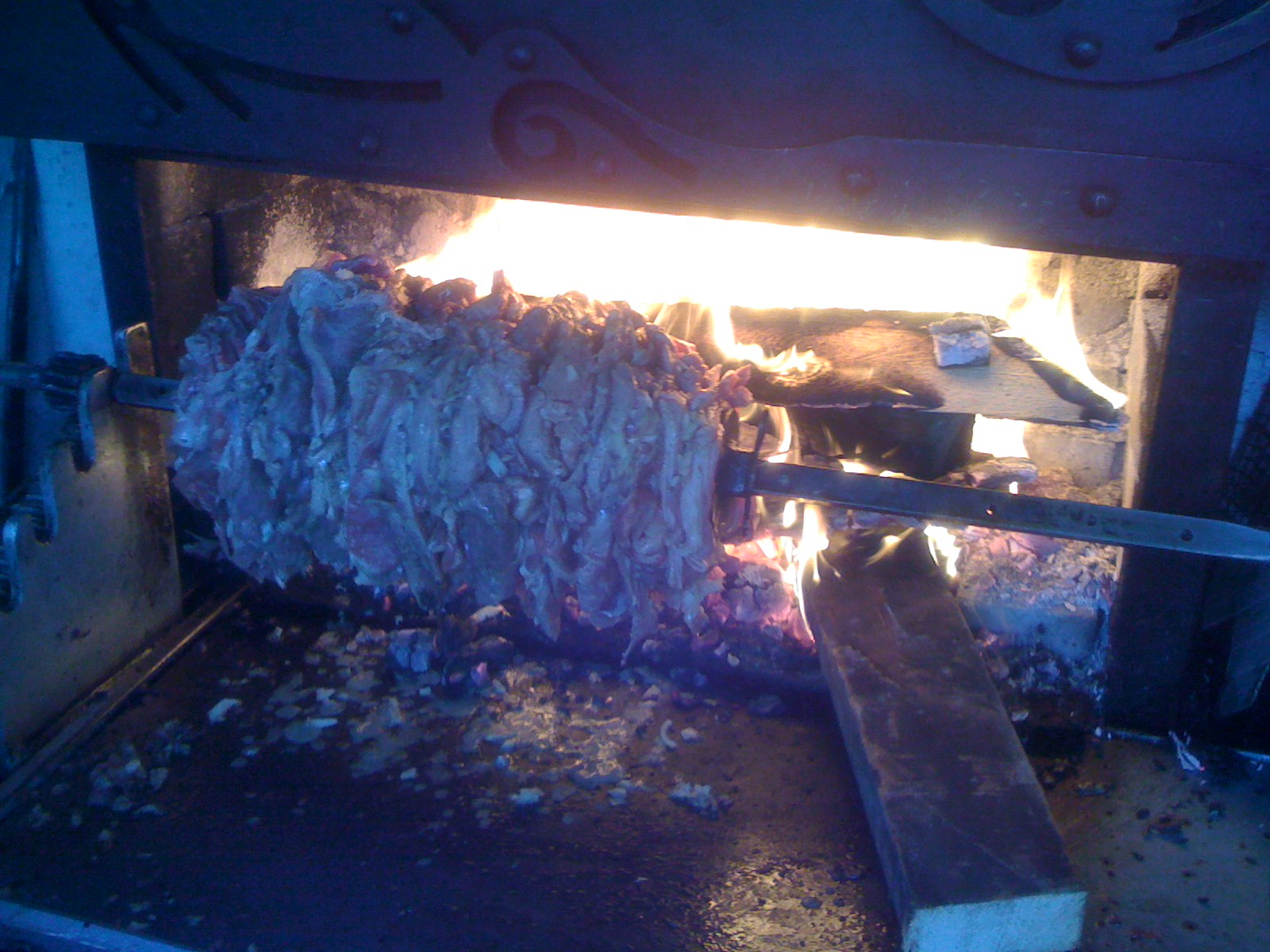
焼き始めたばかりのジャーケバブ

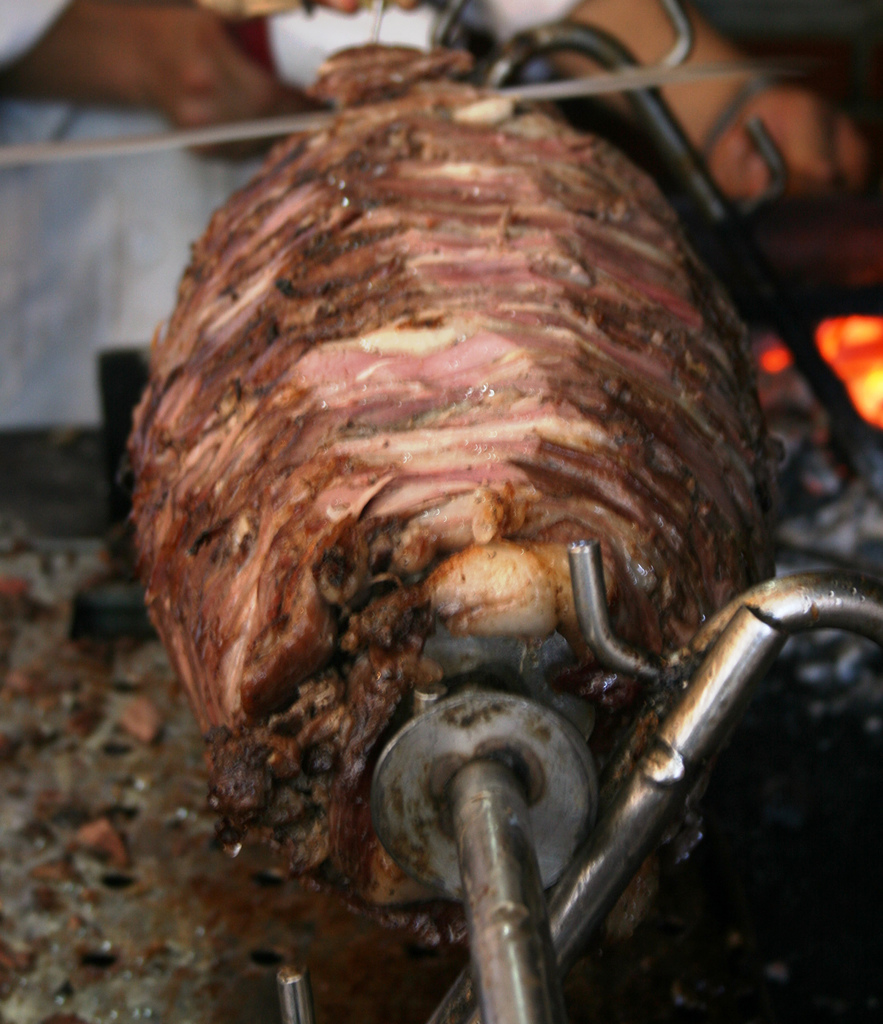
カットされるジャーケバブ

ジャーケバブ（トルコ語: Cağ kebabı）は回転させあぶり焼きする肉料理でケバブの一種。
原型はトルコ東部エルズルム県のトルトゥムやオルトゥか近隣のアルトヴィン県のユスフェリのいずれかであるとの論がある。トルコの大都市ではジャーケバブはオルトゥケバブ "Oltu kebabı" やトルトゥムケバブ "Tortum kebabı"などシェフの出身地によって呼び名が違うこともある。
ジャーケバブのユニークな調理の仕方から今ではエルズレムを特徴付けるものとなっているが、多くのレストランが自らが唯一の発案者であると主張している。多くのトルコの都市では食べられることが出来るようになり、とくにブルサではジャーケバブはポピュラーで同様にイスタンブールやアンカラでも食べられているが、イズミルではあまり知られていない。

## 歴史
18世紀のオスマン帝国の旅行案内本ではトルコ東部のエルズルムでは水平の肉の積み重ね薪の火で調理されていると言及されているが、おそらく現代のドネルケバブの原型の一種とも考えられている。

## 名称
ジャーケバブのジャー "Cağ" IPA: [ˈdʒaː] はトルコ東部の方言で文字通り「串」を意味し、ゆえにこのケバブは大きな串に組み合わせた肉が刺し抜かれている。

## 調理
薄く切られたラム肉と多量の尾脂を多くのヨーグルトと黒コショウ、スライスしたタマネギで混ぜたものでマリネにし1日置く。置いた肉を大量に串刺しにする。串刺しにした肉は串ごとに串を回転させ調節する器具に固定してから火にかける。後は肉の焼き加減を見ながら上から下に回しながら焼き上げるまで繰り返す。ジャーケバブはもっぱらラム肉が使用されている。